# Anolis blanquillanus
Anolis blanquillanus (ла-бланкільський аноліс) — вид ігуаноподібних ящірок родини анолісових (Dactyloidae). Ендемік Венесуели.

## Поширення і екологія
Ла-бланкільські аноліси мешкають на островах Ла-Бланкілья та Лос-Херманос в Карибському морі. Вони живуть в сухих чагарникових заростях та на ізольованих фікусових деревах, на висоті до 120 м над рівнем моря.